# Bani
För andra betydelser, se Bani (olika betydelser).
Bani (Bayan ng Bani) är en kommun i Filippinerna. Kommunen ligger på ön Luzon, och tillhör provinsen Pangasinan. Folkmängden uppgår till 42 824 invånare.

## Barangayer
Bani är indelat i 27 barangayer.
| - Ambabaay - Aporao - Arwas - Ballag - Banog Norte - Banog Sur - Calabeng - Centro Toma - Colayo - Dacap Norte - Dacap Sur - Garrita - Luac - Macabit - Masidem | - Poblacion - Quinaoayanan - Ranao - Ranom Iloco - San Jose - San Miguel - San Simon - San Vicente - Tiep - Tipor - Tugui Grande - Tugui Norte |